# The Bonus-Tracks Album
The Bonus-Tracks Album – szósta kompilacja zespołu The Kelly Family, wydana w 1999 r. w większości krajów Europy.

## Lista utworów
1. „When The Last Tree... (wer. holenderska)” (śpiew: Kathy, Paddy) – 3:54
2. „I’ll Send You A Letter” (śpiew: Paddy, Maite) – 2:46
3. „It’s Ok Now” (śpiew: Patricia) – 3:25
4. „I’m So Happy” (śpiew: Angelo) – 2:48
5. „Roses Of Red (Groove Mix)” (śpiew: Maite, Kathy, Angelo) – 3:51
6. „Never Gonna Break Me Down” (śpiew: Joey, Paddy) – 4:31
7. „Santa Maria (wer. hiszp.)” (śpiew: John, Patricia, Paddy) – 3:05
8. „Fat Man” (śpiew: Paddy, Kathy, Angelo) – 3:12
9. „Say That You Love Me” (śpiew: Maite) – 3:57
10. „Quisiera Ser Un Angel (An Angel) (wer. hiszp.)” (śpiew: Paddy, Kathy) – 3:43
11. „Look Up My File” (śpiew: Paddy) – 2:25
12. „Eine Familie Ist Wie Ein Lied” (śpiew: Dan, Paddy) – 2:57

## Miejsca na listach przebojów w 1999 roku
| Kraj     | Miejsce na liście |
| -------- | ----------------- |
| Holandia | 31                |
| Niemcy   | 46                |